# توماس لاو
توماس لاو (بالصينية: 劉鑾鴻) هو رائد أعمال صيني، ولد في 1953 في هونغ كونغ في الصين.